# 郊外地域振興支援機構
郊外地域振興支援機構（こうがいちいきしんこうしえんきこう）は、地域が抱える様々な問題を研究し、解決に向けた提案・活動を行う団体。住民の豊かな生活を実現することによって住みやすい住環境地域を創成し、魅力ある地域社会作りを目指して活動している。

## 沿革
- 2014年（平成26年）11月4日
  - ラポール株式会社（神戸市東灘区）によって「住宅あんしん支援センター」が設立される。
  - 「相続あんしん支援センター」の運営補助が始まる。
- 2016年（平成28年）4月1日
  - 住宅の防災・減災に関する相談を受け付ける「地域防災アドバイザー協議会」が設立される。
- 2017年（平成29年）11月1日
  - 「住宅あんしん支援センター」と「地域防災アドバイザー協議会」が統合し、「郊外地域振興支援機構」が発足。

## 活動内容
- あべのハルカス近鉄本店「縁活」[1]にて相続相談会[2]
- 住宅相談レスキュー隊 相談会[3]
- 相続あんしん支援センター 相談会[4]